# Antares Auto-Tune
Antares Auto-Tune ist eine Software zur automatischen Tonhöhenkorrektur von Musikaufnahmen. Sie wurde 1996 vom US-amerikanischen Unternehmen Antares vorgestellt und galt einige Jahre als Standardwerkzeug von Musikstudios zur Korrektur von Gesangspassagen, also zum Beispiel, um eine falsch intonierte Melodiespur auf die richtigen Tonhöhen zu bringen. Die Bezeichnung Auto-Tune wird oft auch synonym für Tonhöhenkorrektursysteme anderer Hersteller verwendet, von denen es viele gibt. Die bewusst als Klangeffekt eingesetzte, stark überhöhte Tonhöhenkorrektur wurde durch den Song Believe von Cher aus dem Jahr 1998 bekannt und wird daher oft als „Cher-Effekt“ bezeichnet.

## Arbeitsweise
Auto-Tune gehört zu den Musikeffekten. Das Programm analysiert die Tonhöhe eines monophonen (einstimmigen) Audiosignals (meist Gesang), prüft, ob und wie weit die gefundene Frequenz vom nächsten korrekten Halbton einer vorgegebenen Stimmung entfernt ist, und zieht (pitcht) das Signal ggf. auf die korrekte Tonhöhe. Um den Eingriff in das Audiomaterial gering und das Ergebnis möglichst natürlich klingen zu lassen, kann man die Korrektur auf bestimmte Tonhöhen beschränken (z. B. die Tonika einer Tonart) und vorgeben, abweichende Töne nur um einen bestimmbaren Anteil zu korrigieren. Weil das System Vibrati auf korrigierte Tonhöhen glättet bzw. ganz eliminiert, lassen sich mit Auto-Tune für ausklingende Töne künstliche Vibrati erzeugen.
Auch die Geschwindigkeit, mit der das Signal auf die richtige Frequenz korrigiert wird, ist bei Auto-Tune wählbar. Wird die Korrekturgeschwindigkeit sehr hoch eingestellt, geraten Glissandi zu unnatürlich gurgelnden, mechanisch klingenden Tonsprüngen. Dieser Effekt wird mitunter absichtlich eingesetzt, wie z. B. bei der Hitsingle Sensual Seduction von Snoop Dogg oder weithin bekannt aus Believe von Cher.

## Geschichte
Das Ende 1996 entwickelte Verfahren arbeitet digital und wurde zunächst als Plug-in für Harddisk-Recording-Systeme angeboten, seit 1998 auch als einzelnes Gerät. Bis heute sind bereits sieben Versionen von Auto-Tune erschienen, das Grundprinzip hat sich allerdings nicht verändert.

## Alternativprodukte
Es gibt eine Reihe von Alternativprodukten, mit denen ebenfalls Tonhöhen korrigiert werden können, beispielsweise:
- Melodyne von Celemony Software GmbH
- Waves Tune von Waves Audio
- Intonator vom dänischen Unternehmen TC Electronic